# See Hear
See Hear est une émission de télévision anglophone présentée en langue des signes britannique qui s'adresse aux sourds comme aux entendants.

## Histoire
See Hear a été lancé sur BBC Two, le 11 octobre 1981. L'émission a été diffusée avec des sous-titres, et a été présentée par Martin Colville, un entendant CODA, et Maggie Woolley, une présentatrice sourde. Le programme était diffusé le dimanche après-midi pendant l'heure du déjeuner. 

## Diffusion
L'émission est diffusée le mercredi matin à 10h30 sur la chaîne de télévision britannique BBC Two.

## Concept de l'émission
See Hear (traduit en français : Voir entendre) est un magazine hebdomadaire pour sourds et malentendants au Royaume-Uni. Le programme met l'accent sur la communauté des sourds Britanniques dans le monde entier. Il couvre un large éventail de sujets allant des domaines tels que l'éducation, les droits des personnes sourdes, la technologie et la langue. Le programme est présenté entièrement en langue des signes britannique et est diffusé avec une voix-off et des sous-titres en anglais.

## Personnalités connues
- Paddy Ladd